# Электроника МК-61
МК-61 — программируемый микрокалькулятор с обратной польской записью для проведения инженерных и научных расчетов. Относится к третьему поколению советских программируемых калькуляторов. Упрощенная модификация калькулятора «Электроника МК-52» — отличается от МК-52 отсутствием ППЗУ и возможности работы с блоками расширения памяти (БРП). Исполнен в корпусе, идентичном корпусу калькулятора «Электроника МК-54».
Микрокалькулятор МК-61, в отличие от своих предшественников серии Б3-34, имеет расширенный набор команд, в частности, выделение целой и дробной части чисел, нахождение модуля числа, максимального значения из двух чисел, перевод угловых величин из десятых долей градуса в минуты и секунды, выполнение логических операций. В то же время калькулятор полностью обратно совместим с моделями второго поколения (Б3-34 и МК-54) по системе команд и кодов (за исключением некоторых недокументированных возможностей — косвенного обращения к регистру E и к программной памяти по адресам выше 95). В среднем, программа, которая займёт в МК-61 все 105 шагов программной памяти и 15 регистров, по своим возможностям будет эквивалентна примерно 140—150 шагам и 18 регистрам программы, написанной в системе команд Б3-34.
За выпуск МК на киевском ПО «Кристалл» отвечали: главный конструктор Андрей Григорьевич Шеревеня, заместитель главного инженера А. П. Перуцкий, руководитель госприёмки В. В. Костиков

## Технические характеристики
- Система счисления при вводе и выводе информации: десятичная;
- Количество разрядов мантиссы числа: 8;
- Количество разрядов порядка числа: 2;
- Дисплей: 12-разрядный люминесцентный индикатор (8 мантисса + 2 порядок + 2 разряда знаков мантиссы и порядка);
- Питание: элементы питания типа А-316 или «Квант» 3×1,5 В или от блока питания;
- Режимы работы: программирование / автоматическая работа;
- Рабочая температура: от +10 до +35 °C при давлении от 86 до 106 кПа;
- Мощность, Вт: не более 0,6;
- Габариты, мм: 170×80×38;
- Масса без элементов питания, кг: не более 0,25.
- Элементная база:
  - К745ИК1302-2 — диспетчер, процессор, контроллер дисплея и клавиатуры;
  - К745ИК1303-2 — математический процессор;
  - К745ИК1306-2 — процессор дополнительных функций МК-61 (по сравнению с микрокалькуляторами семейства Б3-34)
  - К745ИР2-2 — регистры динамической памяти;
  - К745ГФ3-2 — тактовый генератор[источник не указан 2729 дней]

Штатное питание МК — элементы питания 316 стоимостью 15 копеек, можно было заменить тремя аккумуляторами НКГЦ-0,45 стоимостью 9 рублей, которые полностью совпадают с элементами питания по размерам, но при этом имеют в три раза большую ёмкость и рассчитаны на 500 циклов заряда-разряда, тем самым заменяя 4 500 элементов питания.
Повторное включение микрокалькулятора допускалось не менее чем через 30 секунд после выключения (хотя быстрое включение после выключения ни к каким негативным последствиям не вело, оно иногда приводило к зависанию).

## Комплект поставки
- Микрокалькулятор «Электроника МК-61»;
- Руководство по эксплуатации;
- Блок питания «Электроника Д2-10М»;
- Футляр;
- Комплект поставки, инструкция к калькулятору, страница 2Пачка;
- Пакет 2 шт.

## Ремонт
Наиболее часто встречающимися дефектом калькулятора является уменьшение ёмкости электролитического конденсатора преобразователя напряжения. Если при включении на экране отображаются хаотичные мигания символов или же вообще ничего не отображается, то необходимо заменить самый большой электролитический конденсатор на новый с такими же параметрами.
К частым дефектам также относится пропадание контакта в месте подключения блока питания (не работает от батарей). Устраняется прижиманием пластины, касающейся контакта в этом разъеме.

## Эмуляция
Долгое время особенности работы оригинальных калькуляторов семейства Б3-34, включая МК-61, не позволяли создать эмулятор, полностью повторяющий работу микрокалькулятора. В 2012-м году Феликсу Лазареву под оптическим микроскопом удалось отсканировать кристаллы микропроцессоров, использующихся в микрокалькуляторах и разобраться в системе команд ядра. В результате работ при помощи эмулятора возможно полностью и точно повторить всю работу микрокалькулятора, включая все недокументированные функции.